# 禹相虎
禹相虎（：／ Woo Sang-ho；1962年12月12日—），大韓民國學生運動出身的自由派政治人物，现任政务首席秘书官，曾任第17、19~21屆韓國國會議员、共同民主党非常對策委員長（臨時黨首）。

## 生涯
禹相虎於1981年進入延世大學人文學院韓國語文學系，並於1987年6月擔任延世大學普通學生會會長，1989年畢業。1987年，他擔任延世大學學生會和全國大學學生會會長，領導民主化運動。 他還擔任在6月的抗議活動中，喪生的首爾市大學生李韓烈大型葬禮執行委員長，該葬禮舉行於漢城市政廳前。
1996年被新政治國民會議總裁金大中短暫任命為成員而步入政壇，2000年投入國會議員選舉但落選。2004年捲土重來，以開放國民黨黨籍當選。2008年大韓民國國會選舉碰上自由派逆風，禹相虎再度落選。2012年大韓民國國會選舉再度當選並於2016年、2020年持續連任。2016年5月4日，禹相虎以7票之差打敗黨內競爭對手禹元植當選院內代表。任內適逢閨蜜門事件與燭光集會，在國會內推動朴槿惠彈劾案。

## 選舉履歷
| 年度 | 選舉屆數       | 選舉區         | 所屬政黨     | 得票數 | 得票率 | 當選標記 | 備註 |
| ---- | -------------- | -------------- | ------------ | ------ | ------ | -------- | ---- |
| 2000 | 第16屆國會選舉 | 首爾西大門區甲 | 新千年民主党 | 33,259 | 45.16% |          |      |
| 2004 | 第17屆國會選舉 | 首爾西大門區甲 | 开放国民党   | 38,795 | 46.06% |          |      |
| 2008 | 第18屆國會選舉 | 首爾西大門區甲 | 統合民主黨   | 28,185 | 43.49% |          |      |
| 2012 | 第19屆國會選舉 | 首爾西大門區甲 | 民主統合黨   | 40,481 | 54.36% |          |      |
| 2016 | 第20屆國會選舉 | 首爾西大門區甲 | 共同民主党   | 42,972 | 54.89% |          |      |
| 2020 | 第21屆國會選舉 | 首爾西大門區甲 | 共同民主党   | 47,980 | 53.24% |          |      |